# Streptocarpus caulescens
Streptocarpus caulescens grenig kornettblomma är en tvåhjärtbladig växtart som beskrevs av Wilhelm Vatke. Streptocarpus caulescens ingår i släktet Streptocarpus och familjen Gesneriaceae. Inga underarter finns listade i Catalogue of Life.

## Bildgalleri

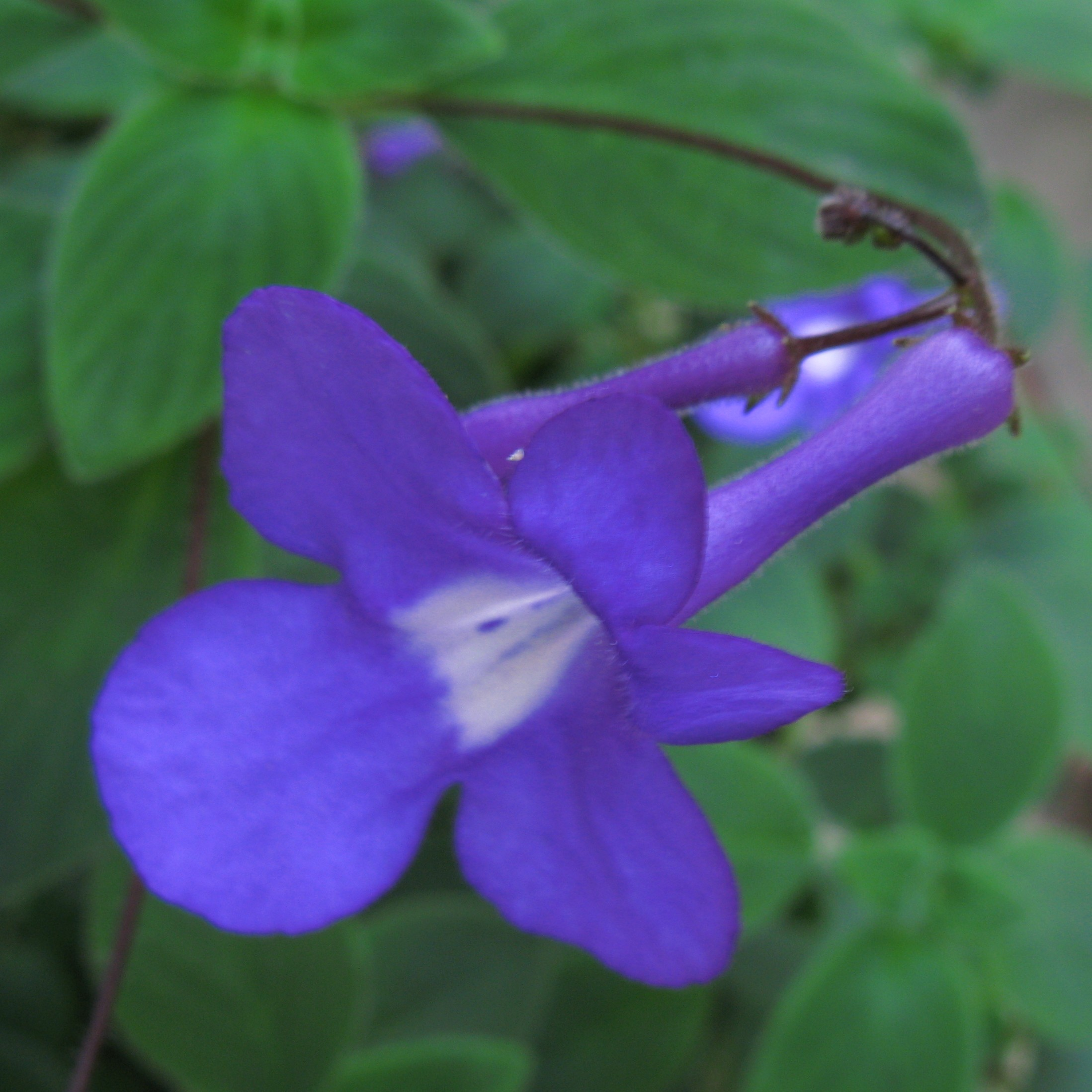